# Goolwa
Goolwa is een plaats in de Australische deelstaat Zuid-Australië en telt 6500 inwoners (2006).